# Ани Хол
„Ани Хол“ (на английски: Annie Hall) е американски игрален филм – романтична комедия, излязъл по екраните през 1977 година, режисиран от Уди Алън, който е автор и на сценария в сътрудничество с Маршал Брикман. Главните роли се изпълняват от Даян Кийтън, Уди Алън и Тони Робъртс. Това е един от най-популярните филми на Алън. „Ани Хол“ е големия победител на 50-ата церемония по връчване на наградите „Оскар“, където е номиниран за отличието и в петте основни категории, печелейки 4 статуетки в това число за най-добър филм, най-добър режисьор и най-добър оригинален сценарий. Даян Кийтън е удостоена с „Оскар“ и със „Златен глобус“ за изпълнението си в главна роля. През 2002 г. критикът Роджър Ибърт казва, че „Ани Хол“ е „любимият филм на Алън на всеки“.
Авторитетното списание „Empire“ включва филма сред първите 100 в списъка си „500 най-велики филма за всички времена“.

## Сюжет
Произведението разглежда обичайни за автора теми в характерния му стил. Създаване, развитие и провал на взаимоотношенията между мъжете и жените и в частност между главните герои – невротикът Алви Сингър (Алън) и Ани Хол (Кийтън).

## В ролите
| Актьор           | Роля                                    |
| ---------------- | --------------------------------------- |
| Уди Алън         | Алви Сингър, невротичен комедиант       |
| Даян Кийтън      | Ани Хол                                 |
| Тони Робъртс     | Роб, приятел на Алви                    |
| Керъл Кейн       | Алисън Порчник, първата съпруга на Алви |
| Пол Саймън       | Тони Лейси, звукозаписен продуцент      |
| Шели Дювал       | Пам                                     |
| Кристофър Уокън  | Дуейн Хол, брат на Ани Хол              |
| Колийн Дюхърст   | майката на Ани Хол                      |
| Джанет Марголин  | Робин                                   |
| Доналд Саймигтън | бащата на Ани Хол                       |
| Мордесай Лаунър  | бащата на Алви                          |
| Джоан Нюман      | майката на Алви                         |
| Джонатан Мунк    | Алви като малък                         |

## Награди и номинации
| Награда                              | Категория                               | Номиниран                            | Резултат  |
| ------------------------------------ | --------------------------------------- | ------------------------------------ | --------- |
| Награди на филмовата академия на САЩ | Най-добър филм                          | Най-добър филм                       | награда   |
| Награди на филмовата академия на САЩ | Най-добър режисьор                      | Уди Алън                             | награда   |
| Награди на филмовата академия на САЩ | Най-добра женска роля                   | Даян Кийтън                          | награда   |
| Награди на филмовата академия на САЩ | Най-добър оригинален сценарий           | Уди Алън, Маршал Брикман             | награда   |
| Награди на филмовата академия на САЩ | Най-добра мъжка роля                    | Уди Алън                             | номинация |
| Награда на БАФТА                     | Най-добър филм                          | Най-добър филм                       | награда   |
| Награда на БАФТА                     | Най-добър филмов монтаж                 | Най-добър филмов монтаж              | награда   |
| Награда на БАФТА                     | Най-добър режисьор                      | Уди Алън                             | награда   |
| Награда на БАФТА                     | Най-добра актриса в главна роля         | Даян Кийтън                          | награда   |
| Награда на БАФТА                     | Най-добър оригинален сценарий           | Уди Алън, Маршал Брикман             | награда   |
| Награда на БАФТА                     | Най-добър актьор в главна роля          | Уди Алън                             | номинация |
| Златен глобус                        | Най-добра актриса в мюзикъл или комедия | Даян Кийтън                          | награда   |
| Златен глобус                        | Най-добър филм – мюзикъл или комедия    | Най-добър филм – мюзикъл или комедия | номинация |
| Златен глобус                        | Най-добър актьор в мюзикъл или комедия  | Уди Алън                             | номинация |
| Златен глобус                        | Най-добър режисьор                      | Уди Алън                             | номинация |
| Златен глобус                        | Най-добър сценарий                      | Уди Алън, Маршал Брикман             | номинация |